# Armorial des familles de Corse
 (avril 2022).
Si vous disposez d'ouvrages ou d'articles de référence ou si vous connaissez des sites web de qualité traitant du thème abordé ici, merci de compléter l'article en donnant les références utiles à sa vérifiabilité et en les liant à la section « Notes et références ».
- Il y a un (des) conflit(s) entre une figure et son blasonnement.
- certaines figures sont encore dans un format bitmap et doivent être vectorisées.

Cette page présente les armoiries (figures et blasonnements) des familles nobles et notables originaires de Corse, ou qui ont possédé des fiefs en Corse.

Blason du Royaume Corse
Blason de la Corse

## Familles féodales
| Blason | Nom et blasonnement | Devise                             | Anoblissement |
| ------ | --- | ---------------------------------- | --- |
|        | Appiano Blasonnement à écrire... |                                    | Gherardo Appiano élu comte de Corse en juin 1483 |
|        | Arrighi D'azur au bras senestré d'or naissant d'une tour de même, tenant une clé d'argent soutenue des deux pattes de devant d'un lion d'or |                                    | Branche illégitime des seigneurs d'Omessa. |
|        | Belgodère de Bagnaja Coupé d'azur et de sable, à la fasce d'argent. Le 1 chargé de trois étoiles d'or, le 2 d'un lys du même. Couronne de comte. | Totus Patriœ                       | Arrêt du Conseil supérieur de la Corse du 27 avril 1772, établissant la filiation depuis Pietro Belgodere (1577), issu des anciens seigneurs de Bagnaja. |
|        | Biguglia D'azur au château d'argent posé sur une mer de sinople et sommé d'une aigle éployée d'or. |                                    | Lettres patentes de noblesse avouée, en date de septembre 1776. |
|        | Bozzi De gueules à la tour d'or soutenue de deux lions du même. |                                    | seigneurs de Bozzi famille issue des Ornano |
|        | Casanova D'azur au sénestrochère d'or, naissant d'une tour du même, tenant une clé d'argent soutenue des pattes de devant d'un lion d'or. |                                    | Reconnaissance de noblesse de la famille Casanova de Pioggiola du 9 janvier 1454, origine romaine d'après cet acte |
|        | Campo-Fregoso Coupé enté, de sable et d'argent |                                    | Armes de Tomasino de Campo-Fregoso élu comte de Corse au XVe siècle |
|        | Ceccaldi Écartelé : au I, de gueules à une main senestre d'argent mouvante de l'angle dextre du chef et tenant une palme d'or posée en barre ; au II, de gueules à trois mitres épiscopales d'or ; au III, à une colonne d'argent au socle et chapiteau d'or surmontée d'une couronne du même ; au IV, de gueules à une tour d'or accolée de deux colonnes d'argent. Couronne de comte. Tenants : deux maures. |                                    | Arrêt du Conseil supérieur de la Corse du 21 février 1772 établissant la filiation depuis Marc-Antone Ceccaldi, l'historien, fils de Sébastiano Ceccaldi (1558) issu de Ceccaldo d'Omessa (seigneur d'Omessa). Lignée issue de Bianco Colonna. Titre de Comte.                                     |
|        | Da Mare D'or à quatre bandes, ondé de sable Couronne et heaume de Marquis |                                    | Famille issue d'Ansaldo da Mare. Seigneur de Rogliano, Capraia et San-Colombanu. Vicomte du Cap Corse. Comte de Corse de 1200 à 1204 avec Ansaldo da Mare et de 1434 à 1439 avec Simone 1er da Mare.                                                                                               |
|        | Colonna une colonne d'argent, chapiteau d'or, couronnée à l'antique d'or en champ de gueules | Semper Immota                      | Famille issue des Julio-Claudiens établie en Corse au IXe siècle avec Ugo Colonna Comte de Corse. |
|        | Colonna de Cesari della Rocca Écartelé: au 1 et au 4, de gueules à la colonne d'argent, la base et le chapiteau d'or, sommée d'une couronne à l'antique du même, qui est de Colonna, au 2, d'argent à l'aigle de sable au 3, d'argent au château au naturel surmonté d'une balance de sable mouvante du chef Couronne de Marquis. |                                    | famille issue des della Rocca |
|        | Colonna de Giovellina Écartelé : au I, de gueules à une main senestre d'argent mouvante de l'angle dextre du chef et tenant une palme d'or posée en barre ; au II, de gueules à trois mitres épiscopales d'or ; au III, à une colonne d'argent au socle et chapiteau d'or surmontée d'une couronne du même ; au IV, de gueules à une tour d'or accolée de deux colonnes d'argent. |                                    | Descendance des seigneurs de Piedigroso di Giovellina issus des seigneurs d'Omessa. Lettres patentes d'Agostino Merelli, gouverneur génois, du 23 décembre 1662. Famille reconnue par Lorenzo-Onofrio Colonna,prince romain, par lettres patentes du 19 février 1678. Ce sont des armes à enquerre |
|        | Colonna d'Istria Parti au 1 de Colonna, au 2 d'Istria. |                                    | Famille issue des Istria (voir plus bas) |
|        | Gentile (de) Équipollé d'or et d'azur |                                    | Famille Oberthenghi dynastie lombarde dont le nom découle d’Oberto Ier mort avant octobre 975, marquis de Milan. Seigneur de Nonza, Centuri, Brando et de Canari. |
|        | Girolami Cortona De gueules à la tour d'argent surmontée d'une balance de même, mouvante du chef et chargée d'un serpent du même rampant contre la porte. |                                    | Descendance des Cortinchi issus, d'un frère d'Orlando, évêque d'Aleria (XIe siècle). |
|        | Giudicelli D'argent à un oiseau tenant dans son bec... accompagné d'une étoile dans l'angle dextre du chef... Couronne de comte ancienne. |                                    | Armes d’après cachet. Famille originaire de Montemaggiore. Issue, d'un comte Giudicello, de Calvi. Qualification de « nobilissimi » dans les actes paroissiaux. |
|        | Istria (d') D'argent à une tour donjonnée au naturel surmontée d'une balance de sable mouvante du chef. |                                    | Famille issue de Salnese d'Istria, seigneur d'Istria, fils de Sinucello della Rocca au XIVe siècle |
|        | Leca (da) Écartelé de gueules et de sinople: brochant sur le tout une tour donjonnée à sénestre d'argent sommée d'une aigle impériale du même. |                                    | Famille issue de Ristorucciu da Leca (1271-1354) 1er seigneur de Leca et aîné des Biancolacci |
|        | Malaspina D'azur à un lion d'or tenant en sa gueule une épine du même, fendant de ses griffes une racine d'épine sèche, le tout posé sur une terrasse de sinople | Mala spina bonis, bona spina malis | Famille issue des Obertenghi dont ? Marquis de Massa élu comte de Corse au Xe siècle |
|        | Ornano (d') Écartelé : aux 1 et 4, de gueules à la tour donjonnée d'or, maçonnée de sable ; aux 2 et 3, d'or au lion de gueules, au chef d'azur chargé d'une fleur de lys d'or | Deo favente comes Corsicae         | Famille issue de Trufetta d'Onano (XIIIe siècle), 1er seigneur d'Ornano, fils de Gugliemu di Cinarca seigneur della Rocca di Valle. |
|        | Ortoli Écartelé ; aux 1 et 4 d'or, à une tour d'azur sommée d'une balance de sable au 2 d'azur à un phénix posé sur un brasier, surmonté à dextre d'un soleil et à sénestre d'une fleur de lis, le tout d'or, au 3 d'azur du lion d'argent couronné d'or rampant contre un chêne de sinople fûté de sable. Couronne de comte |                                    | Lettres patentes du 4 mai 1456 reconnaissant cette maison comme issue du comte Giulio Ortoli, venu en Corse en 773. Nouvelle reconnaissance le 9 juillet 1556. |
|        | Padovani Barré d'or et d'azur de six pièces à une tête d'homme de carnation brochant sur le tout ; au chef d'or chargé d'une aigle à deux têtes issante de sable. |                                    | Famille originaire de la Lombardie, fixée à Santa-Reparata, Lumio et Ota. Seigneur de Santa-Reparata. |
|        | Peretti della Rocca D'azur à une fasce d'argent, accompagnée en chef d'une fleur de lis soutenue de deux lions affrontés, et en pointe d'un bras d'or mouvant de la fasce et tenant une balance du même, accompagnée à dextre et à senestre de deux demi-tours d'argent. ou Parti au 1 de gucules à la colonne d'argent couronné d'or, au 2 de gueules à une tour d'argent maçonnée de sable surmontée d'une balance d'or tenue par une main mouvante du chef, au chef d'azur chargé d'un cipe d'argent et accosté de deux lions tenant une fleur de lis posée sur le cipe, le tout d'or. L'écu accolé à une aigle à deux têtes, Casque de face ; couronne de comte. Ce sont des Armes à enquerre |                                    | Famille issue, d'après la tradition, de Piretto, fils de Giudice della Rocca. |
|        | Piccioni Écartelé aux 1 et 4 de gueules à la tour d'or, aux 2 et 3 d'argent au lion de gueules armé et lampassé. Brochant sur le tout un écu d'or à la croix de gueules. L'écu entouré d'un chapelet. Couronne de marquis. |                                    | Sebastiano Piccioni, reconnu par lettres patentes de 1455 comme issu du marquis Anton' Paolo Piccioni, originaire de Tivoli, venu en Corse au IXe siècle. Lettres patentes de 1592 confirmant Antonio Piccioni dans les privilèges attachés à la noblesse.                                         |
|        | Pozzo di Borgo d'azur au château de trois tours d'argent sur un rocher de même | virtute et consilio                | Seigneurs des Monticci, Gozzi, Celavo et Cauro. Famille probablement issue des comtes de la Cinarca. Titre de comte russe. Titre de Duc Napolitain. |
|        | Rocca (della) d'argent à une tour donjonnée au naturel, surmontée d'une balance de sable mouvante du chef |                                    | Seigneur della Rocca issue de Sinucello della Rocca (1221-1304) comte de Corse. |
|        | Rocca Serra D'argent à une tour au naturel, accompagnée en chef d'une aigle de sable tenant entre ses pattes une balance du même |                                    | Famille issue des della Rocca |
|        | Savelli D'azur à deux poissons d'argent en sautoir, accompagnés en chef d'une étoile d'or |                                    | Gian' Battista Savelli, de Corbara comte palatin, reconnu en 1620 comme membre de la famille des princes Savelli. Les lettres patentes de cette famille la disent issue de Guido Savelli, venu en Corse en 816 (avec Ugo Colonna), dont les descendants auraient possédé le fief de Balagne.       |

## Familles Nobles
| Blason | Nom et blasonnement | Devise                                         | Anoblissement |
| ------ | --- | ---------------------------------------------- | --- |
|        | Abbatucci Ecartelé : aux 1 et 4 d'azur à un arbre d'argent terrassé de sinople, senestré d'un lion d'or rampant contre le fût ; aux 2 et 3 d'or à une tour au naturel sommée d'une aigle de sable. Couronne de comte. |                                                | Arrêt du Conseil supérieur de la Corse, du 21 décembre 1776 établissant la filiation depuis Paul-Marie Abbatucci, capitaine en 1561. |
|        | Agostini D'or à un arbre arraché de sinople sommé d'une aigle de sable. |                                                | Famille issue d'Ambrosio Agostini, corse qui se fixa à Marseille à la fin du XVIe siècle. Son petit-fils Marc-Antoine d'Augustine fut seigneur de Septème. |
|        | Alessandrini D'azur à un arbred'argent soutenu par deux lions d'or à dextre ; à sénestre une tour d'argent maçonnée de sable ; le tout surmonté de deux étoiles d'argent et d'une comète d'or en chef. |                                                | |
|        | Alfonsi D'azur à un arbre arraché d'or, ébranché et ramé d'une seule branche, avec en soutien deux ours affrontés de sable surmontés de deux étoiles d'or. Différences entre dessin et blasonnement : Le dessin est en désaccord: pas ramé d'une seule branche. Ce sont des Armes à enquerre |                                                | Louis-Joseph Afonsi au service de Charles VIII en 1487. |
|        | Ambrosini Parti d'argent et de gueules, à deux triangles de l'un en l'autre. | A Speluncato                                   | |
|        | Angelis (d') D'argent à un arbre de sinople terrassé du même, et accosté de deux anges ; au chef d'azur chargé de trois étoiles d'or. Couronne de marquis. ou D'azur au chevron d'or accompagné en chef de deux chérubins du même et en pointe d'un lion en naturel. |                                                | Famille originaire des États romains, s'établit en Corse au XVe siècle. (Pietro de Angelis, compagnon de Monaldo Paradisi, gouverneur du château de Nonza.) Arrêt du Conseil supérieur de la Corse le 27 avril 1771 établissant la filiation depuis Antonietto d'Angelis. En 1740 le pape Benoît XIV avait reconnu le visiteur apostolique Matteo de Angelis comme descendant d'une famille patricienne de Rimini. |
|        | Arrighi de Casanova Ecartelé : au premier d'argent aux trois barres de gueules ; au comble d'azur chargé d'une étoile d'argent ; au deuxième des barons évêques ; au troisième d'azur à la tour d'argent ouverte, ajourée et maçonnée de sable, au bras de même issant d'une fenêtre à sénestre, tenant une clé d'or, et accostée à sénestre d'un lion rampant d'or armé et ampassé de gueules saisissant la clé de la patte dextre ; au quatrième d'or au sphynx égyptien couché de sable tenant un étendard à trois queues de cheval posées en barre, le tout chargé d'une croix de pourpre à cinq étoiles d'argent, une, trois et une puis Écartelé: aux 1 et 4, d'argent, à une croix treillissée d'azur ; aux 2 et 3, d'or, à un sphinx de sable, couché sur une base de gueules, tenant un étendard turc à trois queues de cheval, posé en barre, de sable. Au chef de gueules, brochant sur le tout, semé d'étoiles d'argent |                                                | Famille issue de l'union entre les Arrighi et les Casanova. Baron puis Duc d'empire. |
|        | Baccelieri De gueules à un lion d'or passant sur une Champagne de sinople et accompagné en chef d'une croix polencée d'argent enclose dans un double quadrilope du même. Différences entre dessin et blasonnement : La croix est d'argent, ces armes ne sont pas fautives. |                                                | Famille issue de Joseph-Marie Baccialieri de Ville di Balagna, reconnu noble par acte du 8 février 1458. |
|        | Baciocchi D'or au pin de sinople fruité de trois pièces du champ issant d'un brasier de gueules. |                                                | Famille originaire de Gènes. Filiation établie par arrêt du Conseil supérieur de la Corse (21 février 1771) depuis Thomas Bacciochi, vivant en 1557. Félix-Pascal Baciocchi, prince de Lucques et de Piombino (1805), beau-frère de Napoléon Ier. |
|        | Bartoli De...à une fasce de....accompagnée en chef de trois étoiles et en pointe d'une fleur de lis. |                                                | |
|        | Battistini D'azur à un lion couronné d'or, passant sur un pré de sinople, vers un arbre du même, fruités d'or. |                                                | Marc-Antonio Battistini, capitaine (1561). Lodovico Battistini, podestat, de Bastia (1634). Acte de reconnaissance de noblesse par les magistrats de Bastia, du 18 novembre 1727. |
|        | Benedetti D'hermine à la barre d'azur chargée sur le milieu d'une croisette d'argent, en haut d'un croissant du même, les cornes dirigées vers le canton sénestre du chef, et en bas d'une rose d'or. Couronne de comte. | Fide et Diffide                                | Armes du comte Vincent Benedetti (1818-1809), ambassadeur de France créé comte le 5 mai 1869. |
|        | Berengeri D'azur à la croix d'argent accompagnée en abîme d'un écu de gueules chargé d'un lion d'or. |                                                | |
|        | Boërio D'azur au chevron d'or accompagné de deux molettes en chef, et en pointe d'un bœuf d'or surmonté d'une rose d'argent ; au chef d'or chargé de l'aigle de l'empire de sable portant en abîme trois écus, celui de dextre de gueules à la fasce d'argent, les deux autres d'argent, à la croix de gueules. Supports : deux lions, celui de sénestre couché et enchaîné; couronne à l'antique. Cimier : un lion d'or tenant de sa dextre un glaive et s'appuyant de la sénestre sur un livre portant l'initiale B à dextre |                                                | Famille originaire de Salerne en Calabre. Arbre généalogique depuis Pierio Poerio (1150). Titre de chevalier du Saint-Empire conféré par diplôme de Charles V |
|        | Bonnaparte De gueules à deux barres d'or accompagnées de deux étoiles du même; une en chef, une en pointe. puis d'azur, à l'aigle impériale d'or, la tête contournée, au vol abaissé, empiétant un foudre du même. |                                                | Voir : Charles Bonaparte |
|        | Bonavita D'azur au cep de vigne arraché d'or posé sur une Champagne de sinople |                                                | Joseph Bonavita (né en 1732), général de brigade |
|        | Bruni D'azur à un chêne arraché d'or posé sur une terrasse de sinople. |                                                | Armes de Bernardino Bruni (colonel au service du Saint-Siège), enseveli en 1612. |
|        | Buttafuoco Coupé : au 1 d'argent à la tour au naturel flamboyante de gueules; au 2 d'azur à la levrette d'or surmontée d'un sénestrochère d'argent et posée sur une terrasse de sinople. Couronne de comte. ou Ecartelé : aux 1 et 4 de gueules à la colonne d'argent, la base et le chapiteau d'or, couronnée du même ; aux 2 et 3 d'azur à la tour d'argent, sommée d'une aigle de sable couronnée d'argent et accostée de deux lions affrontés d'or couronnés d'argent. Couronne de duc. |                                                | Filiation établie par arrêt du Conseil supérieur de la Corse du 22 février 1771 depuis Paolo Buttafuoco, qui fit son testament le 17 septembre 1674. Créé comte par lettres patentes de juillet 1781 |
|        | Campi Parti : au 1 coupé de sinople à la gerbe d'or, et de gueules à l'épée d'argent ; au 2 d'argent à la sirène de carnation issante d'une mer de sinople. |                                                | Lettres patentes enregistrées au Sénat le 16 décembre 1810 conférant le titre de baron au général Campi. |
|        | Capizalle De... à la tour de. sommée d'une aigle essorante et couronnée. |                                                | Armes de Medoro Capizalle, capitaine au service de la France en 1591 |
|        | Carabelli Fozzano Tomasi D'azur à une aigle d'or empiétant deux tours d'argent. |                                                | L'arrêt du Conseil supérieur de la Corse du 28 décembre 1778 établit la filiation de cette maison depuis Tomaso Fozzani (1580). |
|        | Carbuccia D'or à trois demi-Vols d'argent, 2 et 1. |                                                | Famille originaire de Carbuccia. Orazio Carbuccia, capitaine au royal Corse, chevalier de Saint-Louis (1750). |
|        | Casabianca D'azur à la tour d'argent sénestrée d'un arbre de sinople. ou Parti: au 1 de gueules à une tour sommée et sénestrée d'une guérite et accompagnée à dextre, d'un cyprès, le tout d'argent; au 2 d'or à un arbre de sinople sommé d'une colombe d'argent, tenant dans son bec un... du même. |                                                | |
|        | Casale D'azur à une maison au naturel posée sur une Champagne de sinople, au chef d'or chargé d'une aigle de sable. |                                                | Armoriaux génois et inscription à Olmeta |
|        | Caterini D'azur à la roue de sainte Catherine d'or. ou D'azur à la tour d'argent surmontée d'une roue de sainte Catherine d'or |                                                | Inscription à Saint-Chrysogone, Rome |
|        | Cervoni Coupé : au 1 parti : à dextre d'argent à trois cerfs de sable ; à sénestre d'azur à un glaive d'argent enmanché d'or, qui est des barons tirés de l'armée; au 2 de sable au cheval galopant d'or bridé et sellé de gueules, accompagné en pointe d'une grenade d'or enflammée de gueules. |                                                | |
|        | Chiappini Parti de pourpre et d'azur au château d'argent brochant sur le tout, accompagné en chef d'une merlette aussi d'argent. Couronne de comte. |                                                | Armes de Mgr Carlone Chiappini évêque élu. Famille originaires de Letia province de Vico. La tradition les fait descendre d'un Vitellio Chiappino, général au service du roi d'Aragon. |
|        | Chiaronni Coupé : au 1 d'or à trois étoiles accompagnées à dextre d'un soleil, à sénestre d'une lune, et sous tenues d'une comète, le tout au naturel, au 2 de gueules à un glaive et une hache d'argent posés en sautoir, liés d'un ruban duquel meut une croix d'or. Couronne de comte | Dévolus amicis, hostibus atrox, omnibus clarus | Inscription à Aullene d'où cette famille est originaire |
|        | Corsi (de') Coupé de sinople sur gueules au lion de l'un en l'autre, au bâton d'argent brochant sur le tout. |                                                | Arrêt du Conseil supérieur de la Corse établissant la filiation depuis Carlo Corsi, 1571. |
|        | Costa D'or à quatre bandes d'azur. ou Parti de gueules et de sinople à la bande d'argent. ou Parti de gueules et d'argent ; la bande de sable. ou D'azur à la bande d'argent, au chef d'or chargé d'une aigle au vol éployé de sable. |                                                | Arrêt du Conseil supérieur de la Corse établissant la filiation depuis Bartolomeo qui obtint des patentes de la république de Gênes en 1512, il était fils de., noble génois |
|        | Cristini D'or à une tour au naturel, donjonnée, surmontée d'un coq du même |                                                | La tradition fait descendre cette famille d'Amondo Nasica. Bernardino Cristini de Giovellina, chevalier de l'ordre de Saint-François, médecin et savant du XVIIIe siècle, déclaré citoyen de Venise par devant le Sénat vénitien. |
|        | Croce Salducci Bandé et contrebandé de gueules et d'argent à une croix ancrée du même, brochant sur le tout. Heaume de marquis. | Crux virtus, crux solus                        | Armes de Giovan Domenico Croce Salducci, colonel au service de Venise (XVIIe siècle). |
|        | Fieschi Bandé d'argent et d'azur. Cimier : une aigle issante de sable. |                                                | |
|        | Fabiani De gueules à la fasce denchée d'or |                                                | Arrêt du Conseil Conseil supérieur de la Corse du 25 avril 1774, établissant la filiation depuis Giovannone Fabiani (1569), descendant de Nicolo Fabbiani, fils cadet du comte Cesare Fabbiani |
|        | Filippi D'azur à trois chevrons de gueules. Tenants : deux anges |                                                | Famille issue de Filippo da Quenza, exécuteur testamentaire de Rinuccio della Rocca (1510). Actes de reconnaissance de noblesse (1561-1562). |
|        | Fioravanti D'argent à trois roses de gueules. |                                                | Famille originaire de Lucques |
|        | Fondati D'hermine à la fasce d'or. |                                                | Preuves pour l'ordre de Malte |
|        | Formose D'azur à deux lions d'or tenant un croissant d'or ; chef d'or soutenu de gueules |                                                | Pape d'origine corse (blason imaginaire) |
|        | Gaffori D'azur au phénix sur son immortalité d'argent, au soleil au point d'honneur du chef, le tout d'argent. |                                                | Famille anoblie par Théodore Ier. |
|        | Gaspari D'azur à une fleur de lis d'or, accostée de trois étoiles de même |                                                | Andréa Gaspari, ambassadeur de Philippe II, roi d'Espagne en Barbarie (1578) |
|        | Giovanni D'or à deux fasces de sable accompagnées en chef d'une tour d'azur posée sur la fasce supérieure |                                                | |
|        | Giudicelli D'azur au lion d'or posé sur une terrasse de sable |                                                | Preuves pour l'ordre de Malte |
|        | Giuliani de... à une fasce de... accompagnée en chef de deux glaives en sautoir surmontés d'une colombe tenant en son bec un rameau et en pointe d'une étoile accostée de deux fleurs de lis. |                                                | |
|        | Grimaldi Fuselé de gueules et d'argent |                                                | Maison princière de Monaco |
|        | Grimaldi d'Esdra Fuselé de gueules et d'argent au chef d'argent chargé de trois étoiles de gueules. |                                                | Famille issue des Grimaldi |
|        | Iporiati De... à trois plumes entrelacées par le bas | Sollicitude                                    | Tombe de Guillaume Imporiati de Bastelica (1571) |
|        | Famille Lanfranchi Parti d'argent et de gueules. |                                                | Famille originaire de la république de Pise. Arrêts de reconnaissance de noblesse des Lanfranchi du 15 février 1585, du 25 mai 1592. Brevet de chevalier du Saint-Sépulcre à Simon Lanfranchi (1630). |
|        | Limperani Parti de gueules au phénix d'argent, et d'azur au brasier de gueules sur une terrasse de sinople. Brochant sur le tout une fasce d'azur chargée d'une étoile d'argent. |                                                | Armes de l'historien Limperani |
|        | Lucani De gueules à une fasce bandée d'or et de gueules de six pièces, accompagnée en chef d'une couronne princière et en pointe d'un chien contourné d'argent. |                                                | |
|        | Mancini D'azur à un lion accosté de deux poissons de... et accompagné d'une boule en pointe. |                                                | |
|        | Mariani D'azur à la tour donjonnée d'or, maçonnée de sable ouverte et ajourée de gueules, au chef d'or, chargé de trois coquilles de gueules |                                                | Famille de Corte. Titre de Baron. |
|        | Marini De sinople à quatre bandes entées de sable |                                                | Famille d'origine génoise qui a donné à la Corse plusieurs gouverneurs. Établissement dans l'île au XIe siècle. |
|        | Mariotti Coupé au 1 d'argent à un lion passant d'or, au 2 de sinople à trois barres d'argent, au chef d'or chargé d'une aigle de sable |                                                | Maison établie en Corse dès le XIIe siècle et de laquelle on dit issue sainte Devote. Titre de Baron |
|        | Matra D'azur au lion d'or rampant, tenant un sceptre fleurdelisé du même et brochant sur une fasce d'argent |                                                | Famille caporale dont il est fait mention dès le XIVe siècle. Lettres patentes de l'office de Saint-Georges, confirmées par le Sénat. De cette famille est issu le concurrent de Paoli, Emmanuelle Matra. |
|        | Mattei Coupé d'or à l'aigle de sable couronnée d'or, et d'argent à une fleur de lis d'or. |                                                | Lettres patentes de comte français, du 3 janvier 1788 |
|        | Morandi Une tour entre deux lions. |                                                | |
|        | Morati D'azur à un pont d'argent de deux arches sur une rivière au naturel ; derrière la pile passe un lion d'or. |                                                | Arrêt du Conseil supérieur de la Corse, du 18 février 1772, établissant la filiation depuis Vincente, fils de Lorenzo Morati (1556). |
|        | Murati De gueules à l'aigle d'or empiétant deux tours du même |                                                | Romano Morati, condottiere au service de Venise, gouverneur de Peschera (1555). De cette famille est issu Achille Murati chef de armées de la République corse, il envahit Capraia en 1767. |
|        | Napollone D'azur au lion d'or posé sur une terrasse de sable puis De gueules à trois bandes d'or ; au chef cousu d'azur chargé de trois étoiles d'or |                                                | Preuves pour l'ordre de Malte. Armes de Sanson Napollone, fils de Giudicelli de Centuri, chargé d'affaires de Richelieu en Orient. |
|        | Neuhoff (de) Blasonnement à écrire... | In te domine speravi                           | Théodore von Neuhoff élu le 13 avril 1736 Roi des Corses |
|        | Ordioni (d') parti au 1 d'argent à une tour au naturel, maçonnée de sable, donjonnée de deux pièces et chargée de deux étoiles d'argent, à la vergette d'or brochant sur le tout au 2 de sinople à une porte romaine d'argent donjonnée de deux pièces, accompagnée de trois fleurs de lys d'or |                                                | Blason du général Alexandre Ordioni créé baron de l’Empire le 11 juin 1815. |
|        | Orsatelli D'azur à une tour d'argent maçonnée et ajourée de sable |                                                | Titre de baron |
|        | Orsati D'azur à un ours d'or. |                                                | Famille de Pise |
|        | Paccioni D'argent au lion issant de sinople. |                                                | Maison originaire de Fimiana (Italie) passée en Corse vers 1600. |
|        | Paganelli D'azur à deux croissants d'argent surmonté d'un lambel de gueules. |                                                | |
|        | Paganelli Zicavo Coupé au 1 d'or à une aigle de sable, au 2 d'or à un mur crénelé de gueules accompagné de deux tours crénelées du même. |                                                | Domenico Zicavo, sergent général des Vénitiens gouverneur de Brescia, mort à Crémone le 28 mai 1744. |
|        | Paoli D'azur au dextrochère d'argent poignée d'or. |                                                | Hyacinte Paoli créé marquis par Théodore Ier. De cette famille est issu Pasquale Paoli. |
|        | Paoli D'argent à deux tours sommées de deux lions affrontés et tenant chacun un drapeau, le tout de sable. |                                                | Lettres patentes données à Guglielmo, fils d'Orsone, le 23 décembre 1588 |
|        | Pasquino Corso Parti : au 1 de... à une roue de... surmontée d'un croissant, au 2 de... une tour de... |                                                | Tombeau de Pasquino Corso, général, mort à Rome en 1547. |
|        | Peraldi D'azur à deux lions affrontés d'or soutenant un arbre de sinople. |                                                | Famille établie en Corse en 1540. Créé comte par Théodore en 1736. Titre de comte Romain. |
|        | Pianelli Coupé au 1 d'or à une aigle de sable ; au 2 d'argent à un château de deux tours; entre les deux tours sont un arbre dont le sommet disparaît derrière le chef. Couronne de marquis. |                                                | Famille d'origine génoise |
|        | Pieraggi De...à une botte de...au chef soutenue d'une fasce en divise cintrée de...de laquelle sortent trois flammes de... Couronne de Baron. | A Corte                                        | Famille de la noblesse génoise établie en Corse au XVIe siècle. Titre de baron. Créé Comte Palatin par le pape Pie VII. |
|        | Pietri D'azur à une tour d'argent posée sur une terrasse de gueules et soutenue d'un lion d'or. Couronne de comte. | Faire face                                     | Arrêt du Conseil supérieur de la Corse établissant la filiation depuis Lisandru Pietri (1562). |
|        | Pinelli De gueules à trois pommes de pin d'or 1 et 2. |                                                | Famille d'origine génoise, dont Felice Pinelli gouverneur de la Corse assassiné en 1736. |
|        | Piovanacci De sinople à un lion d'or rampant sur une fasce d'argent bordée d'or et chargée de deux étoiles du même ; en pointe une étoile d'or. |                                                | Filiation établie en Corse depuis Andrea Piovanacci (XVe siècle), descendant d'Anton' Pietro Piovanacci, gouverneur d'Arbenza (1245). |
|        | Poli (de) D'argent à trois violettes d'azur tigées de sable sans feuilles ; au chef d'azur chargé d'une molette à huitpointes d'or. Tenants: deux hommes d'armes armés de toutes pièces, l'épée basse, visière baissée. Cimier : un buste de chevalier visière levée tenant un écu aux armes et l'épée haute. | Pol en vaillance est lion                      | Filiation établie depuis Polo Poli, originaire de Nice, fixé en Corse au XVIe siècle. Arrêt du Conseil supérieur de la Corse du 7 avril 1775 reconnaissant cette filiation. Titre de comte de Saint-Tronquet, conféré par le pape Alexandre VII, en 1664. Titre de comte romain au vicomte Oscar de Poli (1864).                                                                                                   |
|        | Porrata D'azur à un lion d'or; le chef chargé de trois étoiles du même. |                                                | |
|        | Quilici De... à un arbre sommé d'une aigle tenant dans son bec un rameau. À l'arbre est accolé un A majuscule soutenu de deux lions affrontés. |                                                | Titre de Comte conféré par Théodore Ier au lieutenant général Quilici. |
|        | Raffaelli D'argent à une bande d'azur chargée de trois branches de lis d'or, fleuries chacune de trois pièces, accompagnée à dextre d'une fleur de lis d'azur couronnée d'or, et à sénestre d'un poisson de sinople nageant vers la pointe. |                                                | Famille de Florence établie en Corse au XIVe siècle. |
|        | Ristori de la Riventosa D'azur à un cerf contourné se désaltérant à une source mouvante d'un rocher, au chef d'argent chargé de trois étoiles d'azur. |                                                | Jean-André Ristori de la Riventosa 1655 podestat de Bastia. Arrêt de noblesse avouée le 12 décembre 1785. |
|        | Rossi De... à une aigle à deux têtes au vol abaissé |                                                | Arrêt du Conseil supérieur de la Corse du 13 décembre 1771, établissant la filiation depuis Lazaro Rossi (1552). Lettres patentes de comte français (avril 1778) |
|        | Salvini D'azur à une fasce d'argent chargée de trois croix, potencée de gueules |                                                | Famille de Florence établie à Nessa. Carlo Salvini reconnu noble (XVe siècle). Dont Gregorio Salvini, auteur de la « Giustificazione delle rivoluzione di Corsica » |
|        | Santelli Tiercé en pal : aux 1 et 3 de... à trois croissants de. au 2 vairé de... et de... |                                                | Acquisition faite en 1556, par Pier' Battista Santelli, du fief de Canari aux Gentile. |
|        | Sebastiani D'azur au griffon d'or. ou De gueules à la porte de ville flanquée de deux tours (parfois donjonnées) crénelées et soutenues d’or, à la herse de sable, surmontée d’un comble, parti de deux traits, formant trois quartiers, le premier des comtes militaires de l’Empire, le deuxième de gueules au lion d’or, le troisième de sinople au croissant d’argent, les pointes à dextre embrassant un étoile du même |                                                | Famille noble de la Porta. Armes réglées par lettres patentes de comte de l'empire,du 31 décembre 1809, au général Horace Sébastiani. |
|        | Serra D'azur au lion d'or. |                                                | Alliance avec les della Rocca |
|        | Signori Blasonnement à écrire... |                                                | Famille de Corte dont est issu saint Théophile de Corte. |
|        | Stephanopoli de Comnène D'or à l'aigle éployée de sable, becquée et membrée de gueules, brochant sur une épée d'argent garnie d'or, posée en pal, la pointe en haut, supportant une couronne impériale d'or |                                                | Famille issue des Comnène établie en Corse en 1676. |
|        | Susini D'or à la tour de sable, surmontée d'une aigle du même au vol abaissé tenant une branche de laurier de sinople |                                                | Arrêts du Conseil supérieur de la Corse des 12 mars 1772, 2 mai et 19 décembre 1780, établissant la filiation depuis Sosino Sosini, fils de Ferrando, issus des Arainchi, seigneurs d'Arescia, que la tradition fait venir en Corse au huitième siècle. Maintenues 1552, 1558,1710. Titre de comte donné par Théodore Ier à Antonio de Susini.                                                                     |